# 2001 en combiné nordique
| Années du combiné nordique : 1998 - 1999 - 2000 - 2001 - 2002 - 2003 - 2004    |
| Décennies du combiné nordique : 1970 - 1980 - 1990 - 2000 - 2010 - 2020 - 2030 |

Cette page reprend les résultats de combiné nordique de l'année 2001.

## Coupe du monde
Le classement général de la Coupe du monde 2001 fut remporté par l'Autrichien Felix Gottwald devant l'Allemand Ronny Ackermann tandis que le Norvégien Bjarte Engen Vik, vainqueur des Coupes du monde 1998 et 1999, est troisième.

### Grand Prix d'Allemagne
Une compétition parallèle est organisée au sein de la Coupe du monde : le Grand Prix d'Allemagne. Sa première épreuve, remportée par Felix Gottwald, a lieu le 29 décembre à Oberwiesenthal ; ses deux dernières auront lieu début 2002 et l'Autrichien Felix Gottwald remportera le classement général de ce Grand Prix. Cette nouvelle compétition connaîtra six éditions, de 2002 à 2007.

### Coupe de la Forêt-noire
La coupe de la Forêt-noire 2001 n'a pas eu lieu.

### Festival de ski d'Holmenkollen
Le Gundersen de l'édition 2001 du festival de ski d'Holmenkollen fut remportée par l'Autrichien Felix Gottwald devant le Norvégien Bjarte Engen Vik et l'Allemand Marko Baacke.
Le sprint a également été remporté par Felix Gottwald. Il s'impose devant le Finlandais Hannu Manninen, suivi par le Norvégien Kristian Hammer.

### Jeux du ski de Suède
L'épreuve de combiné des Jeux du ski de Suède 2001 n'a pas été organisée.

## Jeux du ski de Lahti

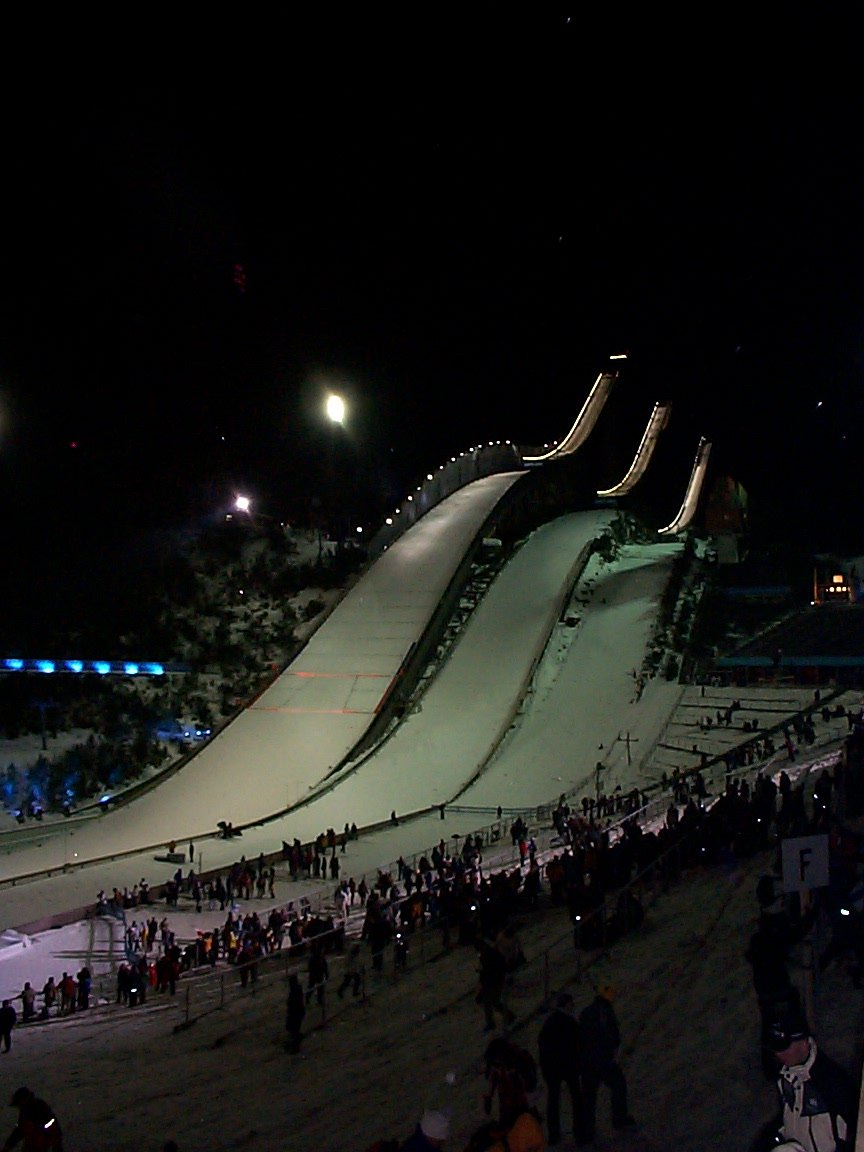
Les tremplins de Lahti lors des Championnats du monde.

En 2001 les Jeux du ski de Lahti ne faisaient pas partie de la Coupe du monde, mais servaient de support aux championnats du monde.
Le Gundersen fut remporté par le Norvégien Bjarte Engen Vik devant le Finlandais Samppa Lajunen. L'Autrichien Felix Gottwald est troisième.
L'épreuve par équipes, disputée sur petit tremplin, vit la victoire de l'équipe de Norvège, composée par Kenneth Braaten, Sverre Rotevatn, Bjarte Engen Vik et Kristian Hammer. Elle s'impose devant l'équipe d'Autriche (Christoph Eugen, Mario Stecher, David Kreiner & Felix Gottwald). L'équipe de Finlande (Jari Mantila, Hannu Manninen, Jaakko Tallus & Samppa Lajunen) est troisième.
L'Allemand Marko Baacke gagne le sprint devant le Finlandais Samppa Lajunen tandis que l'Allemand Ronny Ackermann est troisième.

## Championnat du monde
Le championnat du monde eut lieu en Finlande, à Lahti, lors des Jeux du ski de Lahti.
Le Gundersen vit la victoire du Norvégien Bjarte Engen Vik, qui s'impose devant le Finlandais Samppa Lajunen tandis que l'Autrichien Felix Gottwald est troisième.
L'épreuve par équipes, disputée sur petit tremplin, fut remportée par l'équipe de Norvège, composée par Kenneth Braaten, Sverre Rotevatn, Bjarte Engen Vik et Kristian Hammer. Elle devance l'équipe d'Autriche (Christoph Eugen, Mario Stecher, David Kreiner & Felix Gottwald). L'équipe de Finlande (Jari Mantila, Hannu Manninen, Jaakko Tallus & Samppa Lajunen) termine troisième.
L'Allemand Marko Baacke remporte le sprint devant le Finlandais Samppa Lajunen. L'Allemand Ronny Ackermann est troisième.

## Universiade
L'Universiade d'hiver de 2001 s'est déroulée à Zakopane, en Pologne. L'épreuve de combiné fut remportée par le Slovène Grega Verbajs devant le Japonais Jun Sato. Le Tchèque Vladimir Smid est troisième.

## Championnat du monde juniors
Le Championnat du monde juniors 2001 a eu lieu à Karpacz, en Pologne. 
Le Gundersen a vu la victoire du Japonais Norihito Kobayashi devant le Finlandais Jaakko Tallus. Le coureur autrichien David Kreiner termine troisième.
Le sprint a vu les trois mêmes coureurs sur le podium, dans un ordre différent : l'Autrichien David Kreiner remporte l'épreuve devant Jaakko Tallus, et Norihito Kobayashi est troisième.
L'équipe d'Allemagne, composée de Matthias Mehringer, Marc Frey, Björn Kircheisen et Matthias Menz a remporté l'épreuve par équipes devant celle de Finlande (Ville Suikkanen, Petter Kukkonen, Jaakko Tallus & Jari Hiukka) tandis que l'équipe de Slovénie (Gregor Verbajs, Andrej Jezeršek, Anze Brankovic et Marko Šimić) terminait troisième.

## Coupe du monde B
Le classement général de la Coupe du monde B 2001 fut remporté par le Norvégien Jan Rune Grave devant l'Américain Kris Erichsen et le Slovène Andrej Jezeršek.

## Grand Prix d'été
Le Grand Prix d'été 2001 a été remporté par le coureur finlandais Samppa Lajunen. Il s'impose devant l'Américain Bill Demong tandis que l'Allemand Jens Gaiser termine troisième.

## Coupe OPA
Le jeune Français Sébastien Lacroix remporte la coupe OPA 2001.